# Гандилов, Латиф Сейфаддин оглы
Латиф Сейфаддин оглы Гандилов (азерб. Lətif Seyfəddin oğlu Qəndilov; род. 31 августа 1957, Баку) — азербайджанский дипломат.

## Биография
Родился в Баку в семье известного азербайджанского ученого Сейфаддина Гандилова.
В 1978 году окончил Институт народного хозяйства Азербайджанской ССР. В 1984 году получил степень кандидата экономических наук.
С 1983 по 1986 год являлся сотрудником НИИ комплексных социально-экономических проблем развития г. Баку при Бакинском Совете.
В 1986—1995 годы являлся доцентом кафедры экономической теории Азербайджанского технического университета.
С 1995 года находится на дипломатической службе.
С 1995 по 2001 год являлся вторым, первым секретарём МИД Азербайджана.
В 2001 году назначен первым секретарём, затем советником посольства Азербайджана в Турции.
29 января 2004 года присвоен ранг чрезвычайного и полномочного посла.
Первый посол Азербайджана в Казахстане (29 января 2004 — 24 июня 2010).
Посол Азербайджана в Китае (16 августа 2011 — 27 октября 2016), КНДР (28 октября 2011 — 27 октября 2016), Монголии (26 декабря 2011 — 27 октября 2016), Вьетнаме (26 декабря 2011 — 27 февраля 2013) с резиденцией в Пекине.
Посол Азербайджана в Беларуси (21 декабря 2016 — 16 июля 2021)
Посол Азербайджана в Кыргызстане (с 6 октября 2021).

## Награды
- Орден «За службу Отечеству» III степени (9 июля 2019 года) — за плодотворную деятельность в органах дипломатической службы Азербайджанской Республики[14].
- Орден «Достык» II степени (28 апреля 2010 года, Казахстан)[15][16].